# Bangui (Centraal-Afrikaanse Republiek)

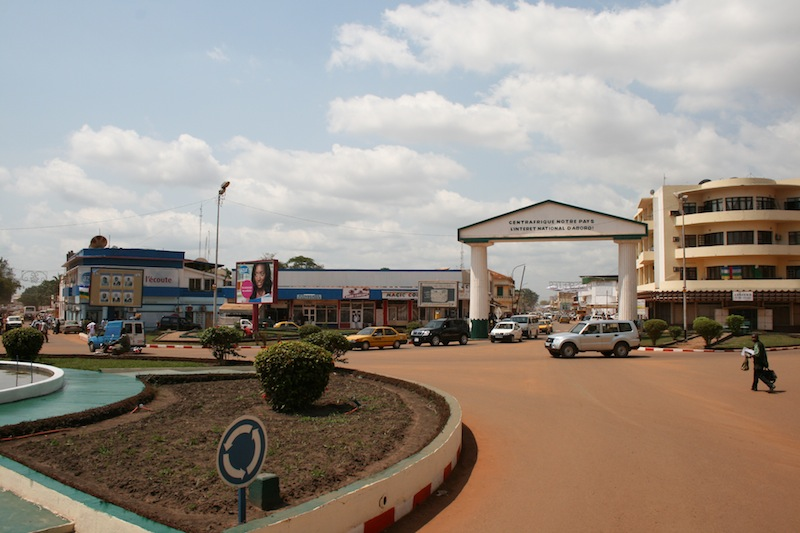
Winkelcentrum in Bangui

Bangui is de hoofdstad en de grootste stad van de Centraal-Afrikaanse Republiek. Van de bevolking van het land woont de meerderheid in deze stad en haar omgeving. De agglomeratie telt ongeveer 1.000.000 inwoners (2025).

## Geschiedenis
De stad werd in 1889 gesticht als een Franse militaire post aan de Ubangirivier binnen de Franse kolonie Haut-Oubangui (later Oubangui-Chari; Boven-Oubangui), die later een deel van Frans-Equatoriaal-Afrika werd. De naam van de plaats is afgeleid van lokale stroomversnellingen. Bangui is sinds de koloniale tijd het bestuurlijk centrum van het gebied en sinds de onafhankelijkheid in 1960 van de Centraal-Afrikaanse Republiek. In 1979 werd dictator Jean-Bédel Bokassa, die van kannibalisme beschuldigd werd, afgezet tijdens een reis naar het buitenland. Tijdens lokale verkiezingen in 1981 braken grootschalige gevechten uit tussen aanhangers van interrimpresident David Dacko en chef-staf van het leger André Kolingba. De laatste kondigde een beleg over de stad af en pleegde een staatsgreep. Daarna had hij gedurende 12 jaar de macht in het land.
In 1996 brak een muiterij uit onder 200 soldaten van het leger, ditmaal tegen het bewind van dictator Ange-Félix Patassé, de opvolger van Kolingba. Franse interventietroepen sloegen de muiterij echter neer en herstelden Patassés macht als president. Tijdens de ongeregeldheden werd de stad echter zwaar geplunderd en werden meer dan 50 mensen gedood. In juni 1997 braken opnieuw gevechten uit bij een militaire basis in Bangui, nadat soldaten geweigerd hadden zich neer te leggen bij de vorming van een nationale eenheidsregering door de ditmaal democratisch verkozen president Patassé.
In een onderzoek uit 2003 van het Canadese bedrijf Mercer Human Resources Consulting werd Bangui als op een na slechtste stad ter wereld geplaatst na Brazzaville. In een onderzoek uit dezelfde periode werd Bangui gezien als de gevaarlijkste stad ter wereld. Dit wordt gedeeltelijk geweten aan de grote frequentie van staatsgrepen en aanvallen door rebellen.

## Geografie en stadsbeeld
De stad ligt op de noordelijke oevers van de Ubangirivier iets voorbij een serie watervallen. Ten zuiden van de stad maakt de rivier een scherpe bocht naar het zuiden en vormt verderop de grens tussen de Centraal-Afrikaanse Republiek en de Democratische Republiek Congo. Ten zuiden van de rivier ligt de Congolese stad Zongo, die middels een veerpont is verbonden met Bangui. De laatste jaren is de handel in deze plaats echter in verval geraakt doordat het verkeer zich sinds het eind van de jaren 80 grotendeels naar het oosten heeft verplaatst.
De belangrijkste bezienswaardigheden zijn een grote triomfboog in Romeinse stijl gewijd aan Bokassa, het presidentieel paleis en de centrale markt. Vijf kilometer noordelijker ligt het hart van het woongebied, waar de meeste activiteiten en het grootste deel van het nachtleven plaatsvindt. De markt met de Avenue Boganda vormen het middelpunt van het stadsleven. Kenmerkend zijn de brede straten, met als middelpunt het Place de la République met de eerder genoemde triomfboog.
Ten noorden van de stad ligt een heuvellandschap.

## Economie
De grootste sectoren worden gevormd door de textielindustrie, de productie van levensmiddelen (onder andere bier, sappen en groenten), schoenen en zeep. De belangrijkste doorvoerproducten zijn katoen, hout, koffie en sisal.

## Geboren
- André Kolingba (1935–2010), militair en president van 1981 tot 1993
- Faustin-Archange Touadéra (1957), president van de Centraal Afrikaanse Republiek (2016-heden)
- Nathalie Tauziat (1967), tennisspeelster
- Firmin Ngrébada (1968), staatsman
- Mapou Yanga-Mbiwa (1989), voetballer
- Hilaire Momi (1990), voetballer
- Paul Daumont (1999), wielrenner